# Aeroporto di Tuktoyaktuk
L'Aeroporto di Tuktoyaktuk è un aeroporto civile situato a Tuktoyaktuk, Territori del Nord-Ovest, Canada.